# Garda Síochána

Znak Gardy Síochána

Garda Síochána (z irštiny: Strážci míru) více známá jako Garda (Strážci) je policejní jednotka v Irsku. Jednotka je vedena Garda komisařem, který je jmenován irskou vládou. Její sídlo je ve Phoenix Parku v Dublinu.

## Historie
Občanská stráž byla vytvořena prozatímní vládou v únoru 1922, aby převzala policejní odpovědnost za vznikající Irský svobodný stát. Nahradila Královskou irskou policii (RIC) a Irskou republikánskou policii z let 1919 – 1922. V srpnu 1922 jednotka doprovázela Michaela Collinse během setkání se zástupcem britského monarchy v Irsku v dublinském hradě.
Během Irské občanské války v letech 1922 – 1923 Irský svobodný stát zřídil Oddělení kriminálního vyšetřování, což byla ozbrojená protipovstalecká jednotka. Byla rozpuštěna v říjnu 1923 a její prvky se přenesly do Dublinské metropolitní policie (DMP).
V Dublinu měla však stále odpovědnost za pořádek DMP dokud se v roce 1925 nesloučila s Gardou Síochána. Od té doby to byla jediná policie ve státě dnes známém jako Irsko. Další policejní složky s omezenými pravomocemi jsou vojenská policie Irských obranných sil, Letištní policie a policejní jednotky dublinského přístavu a přístavu v Dún Laoghaire.